# Jean Bernard Bongout
Jean Bernard Alexandre Bongout, né le 18 février 2001, est un joueur mauricien de badminton.

## Carrière
Jean Bernard Bongout est médaillé d'or en simple garçons et médaillé de bronze en double mixte avec Jemimah Leung For Sang ainsi que par équipes garçons aux Jeux africains de la jeunesse de 2018 à Alger. Il est médaillé de bronze en double hommes avec Christopher Paul aux Championnats d'Afrique de badminton 2018 à Alger. Il est médaillé d'argent par équipes mixtes aux Championnats d'Afrique de badminton 2019 à Port Harcourt. Aux Championnats d'Afrique de badminton 2022 à Kampala, il obtient la médaille de bronze en double mixte avec Lorna Bodha.
Aux Jeux des îles de l'océan Indien 2023 à Madagascar, il est médaillé d'or en simple hommes ainsi que par équipe.
Aux Championnats d'Afrique par équipes, il est médaillé d'argent en 2016 à Beau Bassin-Rose Hill, en 2020 au Caire, en 2023 à Johannesbourg et en 2025 à Douala et médaillé de bronze en 2018 au Caire, en 2022 à Kampala et en 2024 au Caire.